# Abilio Balboa Arkins
Abilio Balboa Arkins (ur. 4 stycznia 1906, zm. 28 marca 1967) – polityk z Gwinei Równikowej.
Syn Manuela Balboy i Isabel Arkins. Jego ojciec był Hiszpanem, matka natomiast należała do grupy etnicznej Bubi. Zaangażował się w działalność niepodległościową, był jednym z pierwszych przywódców Ruchu Wyzwolenia Narodowego Gwinei Równikowej (MONALIGE). 1961 został wybrany burmistrzem Santa Isabel de Fernando Poo (dzisiejsze Malabo), reelekcję uzyskał w 1964. Jednocześnie, wykonywał mandat deputowanego reprezentującego Gwineę Hiszpańską we frankistowskich Kortezach.
Zmarł w Barcelonie. Doczekał się trójki dzieci, jego syn Armando Balboa również był politykiem.